# Тодорович, Мица
Ми́ца Тодоро́вич (серб. Mica Todorović; 1900, Сараево — 1981, Сараево) — боснийская художница. Одна из основателей Ассоциации художников Боснии и Герцеговины.

## Биография
Мица Тодорович родилась в Сараево в 1900 году. Окончила там же среднюю школу для девочек, а в 1920 году поступила в Академию изящных искусств в Загребе, где была единственной девушкой в своём классе. Она закончила обучение в 1926 году и вернулась в Сараево, который был центром всех видов изобразительного искусства. Затем Мица отправилась в Италию, где изучала искусство эпохи Возрождения.
Во время Второй мировой войны была заключена в концлагерь Стара-Градишка, а затем депортирована в Австрию на принудительные работы. В 1945 году Мица Тодорович стала одним из основателей Ассоциации художников Боснии и Герцеговины. Она также стала первой женщиной, ставшей полноправным членом Бошняцкой академии наук и искусств и Сербской академии наук и искусств.
Мица Тодорович была одним из первых профессоров Школы прикладного искусства в Сараево, где и проработала вплоть до выхода на пенсию. Скончалась в 1981 году, похоронена на Голом кладбище.

## Деятельность
В 1930 году первая выставка Тодорович состоялась в Великобритании. Как социалистка, она связалась с коллективом Zagreb Zemlja, вместе с которым выставляла работы в Любляне и по всей Европе. Группа состояла из художников, которые хотели изобразить жизнь рабочего класса. В 1932 году Тодорович вернулась в Сараево и стала членом Коммунистической партии Югославии. С 1937 года она в основном работала с красками, из-за этого у неё развилось сильное цветовосприятие.
В 1945 году Мица Тодорович была единственной художницей, давшей показания в Государственной комиссии по установлению военных преступлений в Белграде, где в качестве доказательств использовалась её серия рисунков «Последние жертвы Ясеноваца и Градишки», изображающая жизнь в концлагерях. После Второй мировой войны люди перестали быть частью работ художницы, и она начинает черпать вдохновение в окружающих её предметах. Несмотря на коллективные выставки в Югославии и независимые выставки в Европе, первая персональная выставка Мицы Тодорович в Белграде состоялась лишь в 1954 году. Последующие выставки у неё были в Сараево в 1962 и 1975 годах, а также ещё раз в Белграде в 1968 году.
В 1959 году картина «Венеция», написанная в основном в оттенках белого, стала поворотным моментом в стиле Мицы Тодорович, она вступает в «белую фазу своей карьеры». С 1962 года её работа снова развивается, на этот раз она включает в себя не только краски, но и масляную пастель. В 1980 году прошла ретроспектива её работ в Национальной галерее Боснии и Герцеговины.
В 1992 году десятиэтажное здание, принадлежавшее газете «Oslobođenje», было разрушено. Среди потерь были зафиксированы фотографии, сделанные Мицой Тодорович.
В 2019 году рисунки Тодорович, созданные между 1929 и 1933 годами, были выставлены на выставке также в Национальной галерее Боснии и Герцеговины. В коллекции галереи более 300 её работ, некоторые из которых находятся в постоянной экспозиции.

## Награды
- Орден «За заслуги перед народом»;
- Орден Труда.

## Память
В честь Мицы Тодорович в Горице, районе Сараево, названа улица, где она проживала.